# Bar-sur-Seine
Bar-sur-Seine is een gemeente in het Franse departement Aube (regio Grand Est). Bar-sur-Seine telde op 1 januari 2022 2.869 inwoners, die Barséquanais worden genoemd. De plaats maakt deel uit van het arrondissement Troyes. De streek wordt de Côte des Bars genoemd.

## Geografie
De oppervlakte van Bar-sur-Seine bedroeg op 1 januari 2022 27,53 vierkante kilometer; de bevolkingsdichtheid was toen 104,2 inwoners per km².
De Seine stroomt door de gemeente.
De onderstaande kaart toont de ligging van Bar-sur-Seine met de belangrijkste infrastructuur en aangrenzende gemeenten.

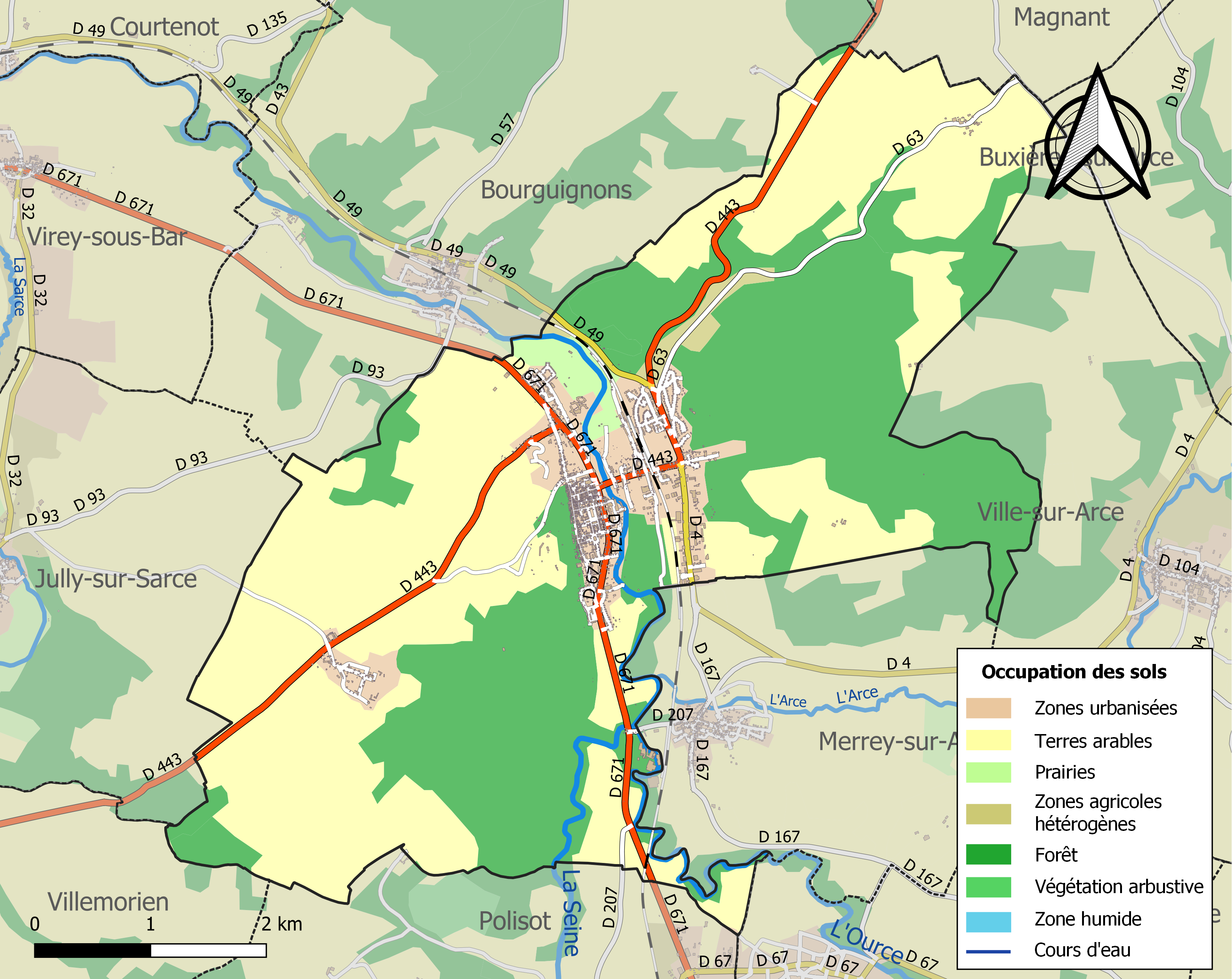

## Demografie
Onderstaande figuur toont het verloop van het inwonertal (bron: INSEE-tellingen).

Vanwege een beveiligingsprobleem met de MediaWiki Graph-software is het momenteel niet mogelijk deze grafiek weer te geven. Zodra de software is bijgewerkt zal de grafiek vanzelf weer zichtbaar worden.

## Bezienswaardigheden
De commanderij van Avalleur werd opgericht in 1167. Deze commanderij bleef in handen van de tempeliers tot deze orde werd opgeheven op bevel van koning Filips de Schone. In 1312 kwam de commanderij in handen van de hospitaalridders die haar in bezit hielden tot 1790. De kapel dateert uit het begin van de 13e eeuw.

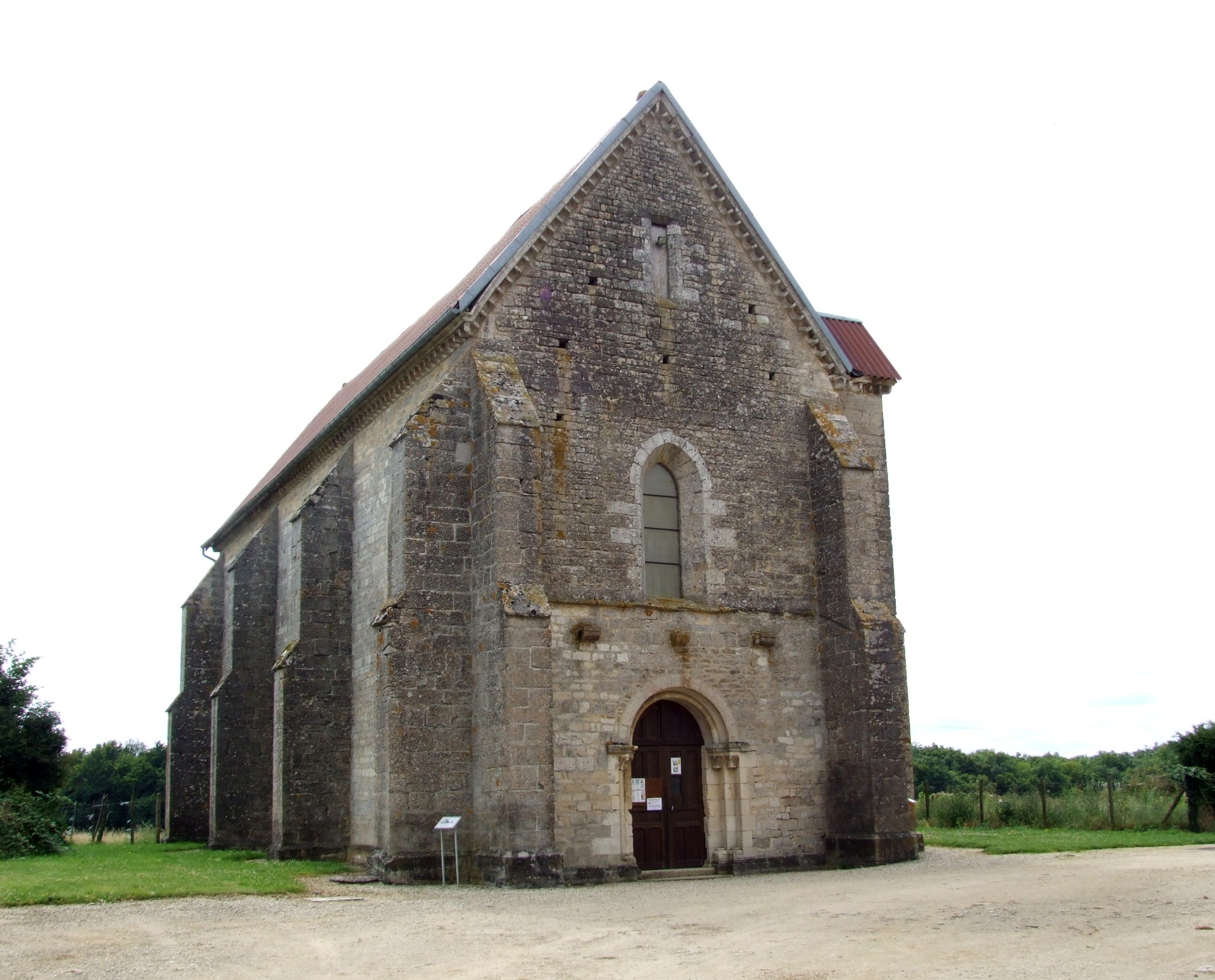
Kapel van de commanderij van Avalleur
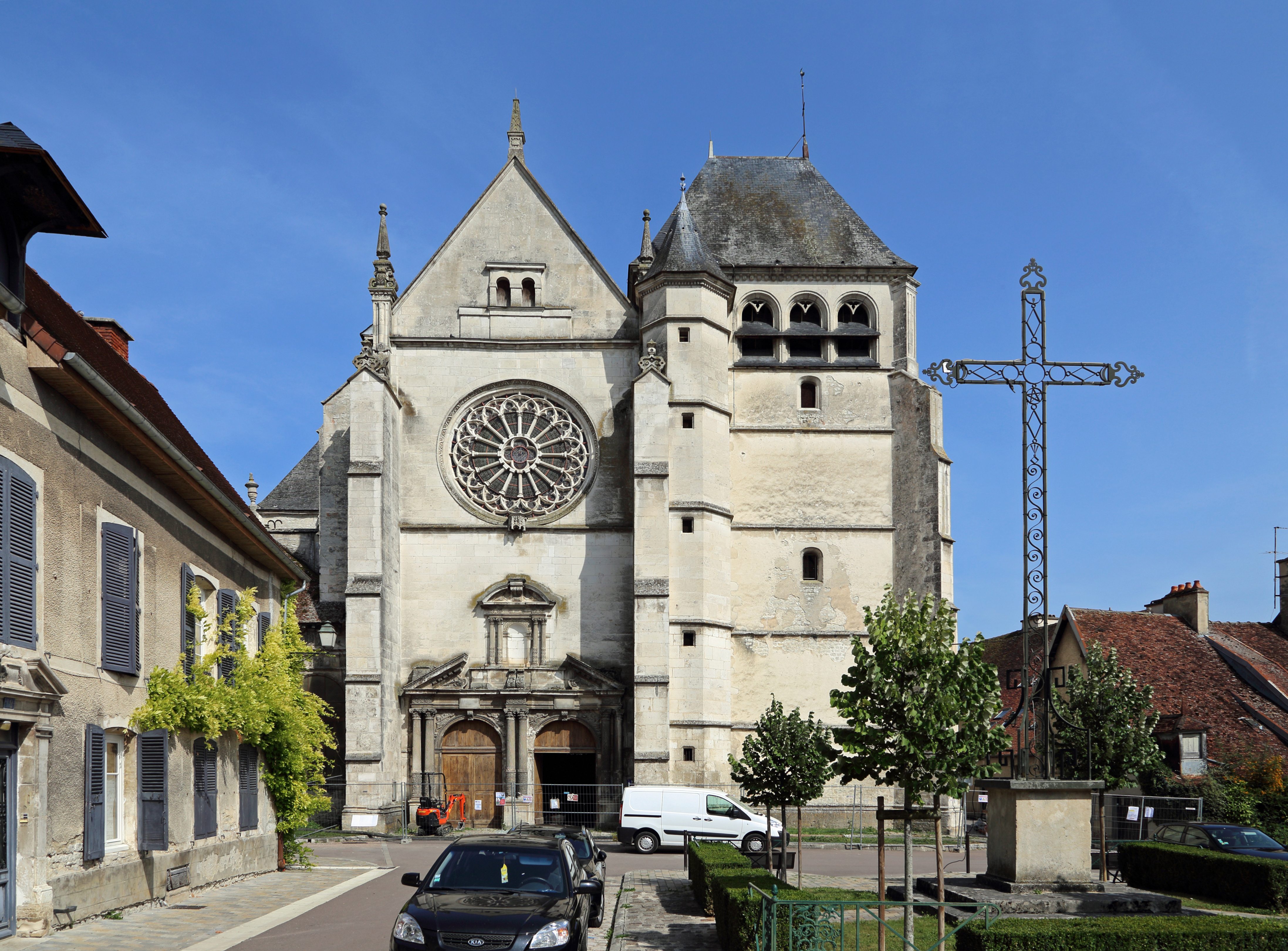
Kerk Saint-Étienne
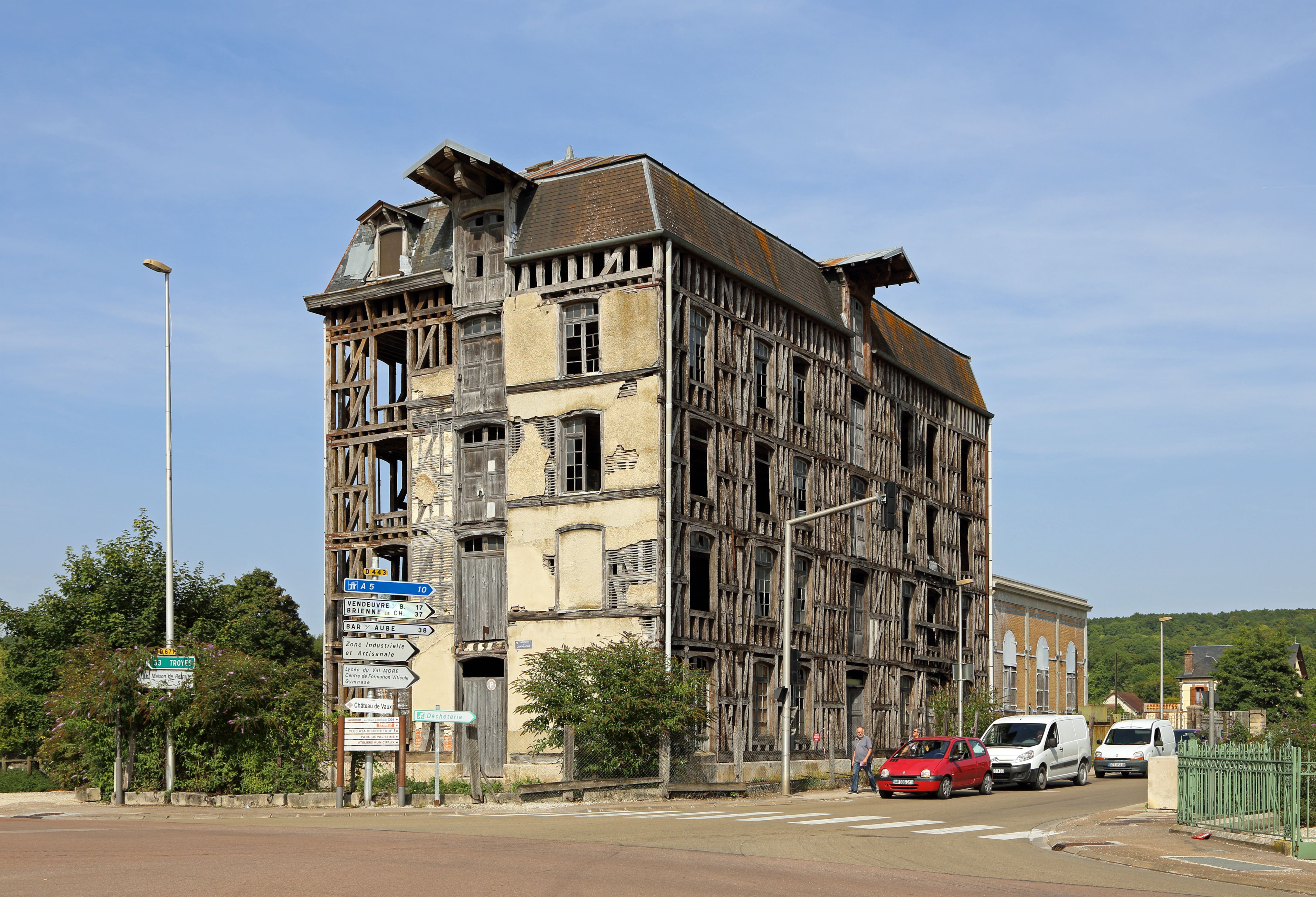
Voormalige industriële watermolen op de Seine (19e eeuw), nu in vervallen toestand

## Geboren in Bar-sur-Seine
- Johanna I van Navarra (1273-1305), koningin van Navarra